# Butacaine
Butacaine là một ester tinh thể màu trắng được sử dụng làm thuốc gây tê cục bộ.